# Грейтхед, Джеймс Генри
Джеймс Генри Грейтхед (англ. James Henry Greathead, 6 августа 1844 — 21 октября 1896) — инженер-механик, инженер-строитель, известный своими работами над лондонскими подземными железными дорогами, Винчестерским собором и надземной железной дорогой Ливерпуля, один из первых сторонников строительства Английского Канала, Ла-Манша в Ирландии, был консультантом при строительстве туннелей Бристольского пролива. Благодаря одному из его изобретений, в просторечии лондонское метро часто называют «Труба».

## Биография
Грейтхед родился в Грэхемстауне, Южная Африка, в семье с английскими корнями, его дед эмигрировал в Южную Африку в 1820 году. Он получил образование в Колледже Сент-Эндрю (St Andrew’s College) в Грэхэмстауне и частной школе Епархиального колледжа (Cape Town) в Кейптауне. После возвращения в Англию в 1859 г. он продолжает получать образование в Вестборнской университетской школе в Вестборн-Гроув с 1859 по 1863 г.. Однако Джеймс вернулся в Южную Африку для обучения у инженера-строителя Питера У. Барлоу (Peter W. Barlow), у которого он познакомился с теорией строительства прямоугольной системой защиты туннелей. Здесь он провел 3 года, прежде чем окончательно вернуться в Англию. Вернувшись из ЮА Грейтхед работал в качестве помощника инженера на Мидлендской железной дороге между Бедфордом и Лондоном (с братом Барлоу, Уильямом Генри Барлоу).
Джеймс Генри Грейтхед умер 21 октября 1896-го, в Стритхэме, Лондон (Streatham, Lon.).

## Туннели
В 1869 году, он вернулся к работе с Барлоу, и они начали работу над проектами метро Tower, второго туннеля, который будет проложен под рекой Темза в центре Лондона. Барлоу был инженером туннеля, а Грейтхед отвечал за проезд. Грейтхед стал главным подрядчиком метро Тауэр. Уильям Коппертвейт утверждает, что в то время как Барлоу запатентовал идею туннельного щита, Грейтхед не только разработал другой тип щита, но и запатентовал его и использовал в этом контракте. Барлоу получил предварительный патент на свою вторую идею, но Грейтхед не знал об этом несколько лет. Эта разработка обсуждалось в протоколе собрания Института инженеров-строителей (ICE), опубликованном в январе 1896 года.
Грейтхед был инженером-консультантом по туннелю Блэкволл и руководил его проектированием и строительством.

## Железные дороги
В 1873 году Грейтхед стал инженером-резидентом на железной дороге Хаммерсмит и Ричмондской, пристройке окружной железной дороги, эту должность он занимал четыре года. После этого он помогал в подготовке строительства железной дороги Риджентс-Канала (1880 г.), Метрополитен-внешней кольцевой железной дороги (1881 г.), новой линии Лондон-Истборн (1883 г.) и различных легкорельсовых путей в Ирландии (1884 г.). В том же 1884 году Грейтхед возобновил свое участие в прокладке туннелей, работая инженером над строительством метро Лондон (Сити) и Саутварк, позже — на железной дороге Сити и Южный Лондон (теперь часть Северной линии), которая была открыта в 1890 г. — первая в мире подземная электрическая железная дорога. В 1888 году он стал соинженером с сэром Дугласом Фоксом на Ливерпульской подвесной железной дороге, а также работал с У. Р. Гэлбрейтом на Ватерлоо и городской железной дороге. Его последняя работа была на Центральной Лондонской железной дороге с сэром Джоном Фаулером и сэром Бенджамином Бейкером.

## Изобретения и патенты

### Великоголовый щит
Возможно, это произошло из оригинальной запатентованной идеи Марка Исамбарда Брунеля 1818 года и ошибочно было признано Робертом Фогелем, как основанное на патенте Барлоу 1864(1868) года. Однако изобретение имело значительные конструктивные отличия, которые отличают запатентованные конструкции Greathead от предварительной патентной идеи Брунеля, что позволяло подать заявку на патент на конструкцию Greathead.
Щит Брюнеля был прямоугольным и состоял из 12 отдельных независимо перемещаемых рам; решение Greathead было цилиндрическим, и «сокращение количества частей в щите Брюнеля до единой жесткой единицы было огромным преимуществом и шагом вперед, возможно, равным самой концепции туннелирования щита», хотя все ещё применялся ручной труд на первоначальном этапе создания туннеля. Запатентованный компанией Greathead Shield for Tunneling Soft Earth использовал водяные струи под давлением на забое туннеля, чтобы помочь прорезать мягкий грунт, как описано в патенте. Пневматическое давление в туннеле использовалось для обеспечения большей безопасности рабочих за счет уравнивания внутреннего давления в туннеле с расчетным внешним подземным давлением под водой. «Второе издание» его щита использовало гидравлическое воздействие на забой вместе с режущими зубьями для создания суспензии (эта суспензия затем затвердевала при высыхании и привела к его следующему изобретению: машине для затирки раствора Greathead. Брунелю можно приписать идею использования щита, но Грейтхед был первым признан африканским инженером, который построил один из своих собственных разработок и получил патент на цельный цилиндрический щит. Грейтхед разработал прототип круглого щита, который с тех пор использовался в большинстве проектов проходки туннелей, с продвижением других инженеров и технологическими улучшениями в общей конструкции щита. В своей книге «Туннельные щиты и использование сжатого воздуха на подводных работах» Коппертвейт (который работал под руководством Грейтхеда в качестве ученика) говорит:
Барлоу был, безусловно, первым, кто запатентовал в 1864 году щит, способный двигаться как единое целое, и окруженный тонким железным цилиндром ... чтобы построить чугунный туннель в последовательных кольцах ... это было в 1864 году и в 1868 году он предварительно запатентовал щит ... ни одна из этих конструкций не приобрела практическую форму, и в 1869 году Грейтхед в Англии и Бич в Нью-Йорке фактически построили и использовали щиты, имеющие много общих черт с патентами Барлоу, но отличающиеся друг от друга в деталях.
Коппертвейт также утверждает (стр. 20), что все трое мужчин, Барлоу, Грейтхед и Бич, проектировали свои туннельные щиты независимо друг от друга. Есть свидетельства того, что Грейтхед до 1895 года не знал о предварительном патенте Барлоу 1868 года, на который его щит больше всего напоминал; Щит Бича больше напоминал патент Барлоу 1864 года. Коппертвейт добавляет: «распределение доверия на изобретение между этими двумя будет определено каждым читателем в зависимости от того, кого он может считать изобретателем, изобретателя нового механизма или человека, который применяет его на практике, более заслуживающим внимания». В то время как Барлоу запатентовал свою идею в 1864 году, в 1869 году и Грейтхед в Англии, и Бич в Нью-Йорке практически одновременно построили свои собственные щиты, которые были похожи, но независимы друг от друга. Достижения Грейтхеда пошли дальше, чем любые другие инженерные разработки, с дополнительными патентами 1738 (1874), 5665 (1884) и, в 1886 году, его патентом No. 5221: заполнение сжатым воздухом. Коппертвейт разъясняет пути в мышлении от прямоугольного туннельного щита к цилиндрическим режущим щитам, впервые построенным Грейтхедом. Протоколы в библиотеке ICE предполагают, что Барлоу запатентовал свои идеи цилиндрического режущего щита, но так и не построил его. Грейтхед, не зная о первоначальном патенте Барлоу и последующем предварительном патенте, разработал, запатентовал и построил первый в истории цилиндрический туннельный щит. Одновременно с этим Альфред Эли Бич построил цилиндрический щит в Нью-Йорке и разработал щит, который очень напоминал запатентованную идею Барлоу примерно в то же время, что и Грейтхед. Согласно видеолекции профессора лорда Мэра для ICE в 2017 году, идеи щитов Брунелей были хорошо известны как в США, так и в Великобритании. Поскольку Барлоу был учеником Брунеля, он, вероятно, был хорошо знаком с конструкцией прямоугольного туннельного щита. Было очевидно, что цилиндрическая конструкция была гораздо более подходящей и стабильной, что привело к тому, что три известных человека независимо друг от друга разработали свои собственные уникальные туннельные щиты с разницей в несколько лет. Бич никогда не был в Англии и не знал о патенте Барлоу, и о предварительном патенте, Грейтхед так же не знал о предварительной патентной идее Барлоу до 1895 года, когда она обсуждалась на заседании Института инженеров-строителей, на котором присутствовал Грейтхед вскоре после смерти Барлоу и незадолго до его собственной смерти. Портландцемент был изобретен только в 1824 году Джозефом Аспдином из Лидса, строительная промышленность в течение многих лет не могла по достоинству оценить его. Только благодаря свойствам портландцемента и его способности схватываться во влажных средах, эти первые туннельные проекты под Темзой вообще увенчались успехом.
Щит Greathead состоял из железного цилиндра диаметром 7 футов 3 дюйма (2,21 м), снабженного винтовыми домкратами, которые позволяли поднимать его вперед. При использовании щит был сдвинут вперед по мере выемки рабочего забоя, а за ним была установлена постоянная футеровка туннеля из чугунных сегментов, что само по себе является важным нововведением. Грейтхед запатентовал многие из своих идей, включая использование сжатого воздуха и движения вперед с помощью гидравлических домкратов, которые теперь являются стандартными элементами конструкции туннелей. Другой патент компании Greathead заключался в установке поддона для цементного раствора на высоте потолка, который позволял гидравлически наносить цементный раствор за огромными чугунными щитами для стабилизации стены туннеля за пределами секций щита. Третий проходной щит был запатентован Greathead, который установил форсунки гидравлического давления на забое туннеля для взрыва мягкой земли. Само сопло также было ещё одним патентным изобретением Greathead. В какой-то момент Грейтхед обнаружил, что бетон можно распылять на земляные поверхности, чтобы стабилизировать их, и стал отцом дробеметного бетона и цемента для распыления, так широко используемых в строительстве.

### Гидрант инжектора Greathead (ок. 1879 г.)
Гидрант был изобретением для заливки цементного раствора за полостями защитного экрана из чугуна для укрепления облицовки стен туннеля во время строительства в постоянном положении.

### Машина для затирки швов Greathead
Впервые упоминается в связи с ремонтом соборов Винчестера и Линкольна. «Его система затирки с помощью сжатого воздуха, которая, возможно, больше, чем любое другое изобретение, оказалась незаменимой во всех недавних туннельных работах».

## Патенты
1738, 1874 г. Дж. Х. Грейтхед щит с закрытой поверхностью, перед которой земля должна разрушаться струями воды и выступающими инструментами. Туннель должен быть облицован чугуном или формованными искусственными блоками. Заливка цементного раствора за облицовкой туннеля.
5665 от 1884 г. Дж. Х. Грейтхед тот же щит, но с изменениями.
5221 1886 г. Дж. Х. Грейтхед Сковорода. Щит, подобный щитам патентов 1738 (1874) и 5665 (1884)
13215 of 1886 J. H. Greathead Щит с альтернативным центральным дисковым ножом, с клиньями для разрушения забоя, промывки труб, только клиньями и т. Д.

## Почести
Статуя Грейтхеда в лондонском Сити. В январе 1994 года статуя Грейтхеда была воздвигнута возле станции «Банк» рядом с Королевской биржей в лондонском Сити. Он был открыт лорд-мэром Лондона и расположен на цоколе, который скрывает вентиляционную шахту подземного метро. Во время ремонта Банковской станции в коридоре между метро и Ватерлоо и городской железной дорогой была обнаружена часть щита. Секция была выкрашена в красный цвет и установлена медная пластина в память о его достижениях.
Голубая табличка «Английское наследие» отмечает его дом в Барнсе, на юго-западе Лондона, по адресу 3 St Mary’s Grove, где он жил с 1885 по 1889 год. Это его третий дом, его вторая резиденция была снесена до установки мемориальной доски «Английское наследие».